# 蠣包
蠣包是閩東寧德山區流行的一種傳統小吃，也有人將其用普通話稱作「海蠣包」。方言稱爲「蠣包」[tjɛ²³⁻³³p(w)aw³³]。
「蠣包」的名字與內容、形式、工藝與德化縣的「蚵塊」完全一模一樣。

## 起源
按名字的「蠣」字，可以看到其最初是有海蠣的，但實際是用了內山的食材蘿蔔絲來代替。「蠣包」即「蚵塊」與臺灣的「蚵嗲」差不多，但「蚵嗲」卻是貨真價實地使用海蠣，應該是直系的祖先。而閩東內山的「蠣包」也是從寧德沿海的有海蠣的變來的。